# Paraceratheriidae
Paracérathériidés, Paracérathères, Indricothères
Famille
Genres de rang inférieur
Synonymes
Les paracérathériidés (Paraceratheriidae), parfois appelés indricothères ou paracérathères (en référence au genre type Paraceratherium), forment une famille aujourd'hui éteinte de grands rhinocérotoïdes sans cornes, très proches des actuels rhinocéros, ayant vécu du début de l'Éocène jusqu'au milieu du Miocène. Certains genres appartenant à ce groupe figurent parmi les plus grands mammifères terrestres à avoir existé.

## Description

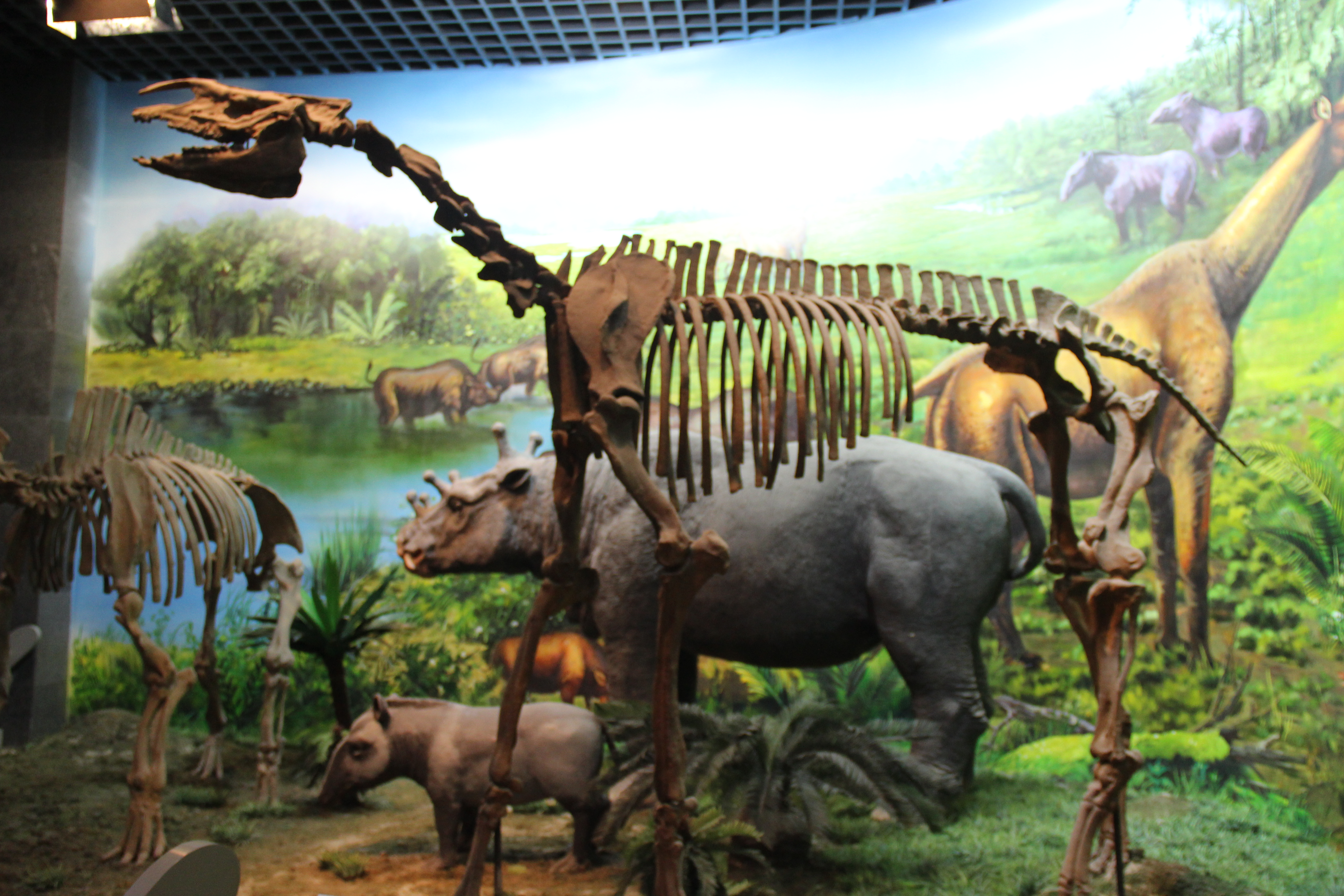
Squelette de Juxia sharamurenense exposée au musée paléozoologique de Chine.

Les indricothères atteignent le sommet de leur évolution de l'Oligocène au début du Miocène, où ils sont devenus de très gros mammifères herbivores. Durant leur apparition, la plupart des genres ont à peu près la taille des chevaux modernes, devenant plus tard considérablement plus gros, le plus grand genre connu étant Paraceratherium, figurant parmi les plus grands mammifères terrestres ayant jamais vécu. Cependant, ils restent confinés en Asie, qui, lors de cette époque, est principalement constituée de plaines inondables et luxuriantes. Aucun reste fossile d'indricothères n'est trouvé en Europe ou en Amérique du Nord, même si ces derniers ont eu des millions d'années d'opportunités pour atteindre ces régions. La collision avec le sous-continent indien ainsi que le soulèvement de l'Himalaya qui conduit au refroidissement global, à la désertification et à la disparition des habitats forestiers a probablement entraîné l'extinction de ces ongulés géants.

## Classification
Bien que classé à l'origine comme une sous-famille des hyracodontidés par la majorité des auteurs, une révision phylogénétique de 2016 qualifie les indricothères comme étant une famille totalement distincte identifiée sous le nom de Paraceratheriidae, considérant les hyracodontidés comme étant plus basaux que les indricothères,.